# جيليو جيليف
جيليو ميتيف جيليف (بالبلغارية: Желю Митев Желев)‏ (مواليد 3 مارس 1935 - 30 يناير 2015) هو سياسي بلغاري وثاني رئيس لبلغاريا وأول رئيس مُنتخب ديمقراطياً في بلغاريا. إنتُخب لولايته الأولى للبرلمان للفترة من 1990 إلى 1992. في يناير 1992 جرت انتخابات عامة، وأعيد انتخابه لفترة ولايته الثانية للفترة من عام 1992 إلى عام 1997.

## روابط خارجية
- جيليو جيليف على موقع الموسوعة البريطانية (الإنجليزية)
- جيليو جيليف على موقع مونزينجر (الألمانية)
- جيليو جيليف على موقع إن إن دي بي (الإنجليزية)